# Budda (youtuber)
Budda, właśc. Kamil Janusz Labudda (ur. 11 października 1998 w Krakowie) – polski youtuber, influencer i działacz charytatywny.

## Kariera internetowa
29 września 2019 roku opublikował swój pierwszy film w serwisie YouTube. Zorganizował kilka akcji charytatywnych, takich jak między innymi podarowanie skrzyni ze słodyczami i kwoty 100 000 złotych domowi dziecka im. Janusza Korczaka we wsi Długie koło Krosna, wrzucenie do puszki Wielkiej Orkiestry Świątecznej Pomocy kwot wynoszących 10 000 złotych i 100 000 złotych, a także sfinansowanie budowy domów dla ofiar powodzi z 2024 roku.

## Działalność muzyczna
We wrześniu 2020 roku jego album pod tytułem „Rozdaję karty” uplasował się na 3. miejscu tygodniowej listy sprzedaży OLiS oraz na 5. pozycji za cały wrzesień. Na liście OLiS Top 100 albumów – zestawienie roczne (2020), album uplasował się na 87. pozycji.

## Aresztowanie
14 października 2024 roku, dzień po finale ostatniej loterii i ogłoszeniu zakończenia działalności internetowej, Budda wraz z dziewięcioma innymi osobami (m.in. Rafałem Hanzarem oraz partnerką Aleksandrą Krchą) zostali zatrzymani przez funkcjonariuszy Centralnego Biura Śledczego Policji i Krajowej Administracji Skarbowej na polecenie prokuratora z Zachodniopomorskiego Wydziału Zamiejscowego Departamentu do Spraw Przestępczości Zorganizowanej i Korupcji Prokuratury Krajowej w Szczecinie. W trakcie wykonywania czynności funkcjonariusze zabezpieczyli mienie o łącznej wartości około 140 000 000 złotych, w tym 51 samochodów, nieruchomości, a także dokonano blokady środków na rachunkach na kwotę ponad 77 000 000 złotych. Przedstawiono im zarzuty dotyczące udziału w zorganizowanej grupie przestępczej zajmującej się nielegalnym hazardem, loteriami w internecie oraz praniem brudnych pieniędzy. Wobec 5 osób, w tym wobec Kamila Labuddy zastosowano izolacyjny środek zapobiegawczy w postaci tymczasowego aresztowania na okres 3 miesięcy, a wobec 5 pozostałych podejrzanych zastosowano środki zapobiegawcze o charakterze wolnościowym.
23 grudnia 2024 roku prokurator z Prokuratury Krajowej w stosunku do Buddy oraz jego partnerki postanowił o zmianie zastosowanego środka zapobiegawczego w postaci tymczasowego aresztowania na inne środki zapobiegawcze. Tego samego dnia wpłacone zostało poręczenie majątkowe wynoszące 2 000 000 złotych wobec Kamila Labuddy oraz jednego miliona złotych wobec jego partnerki Aleksandry Krchy.

## W kulturze
Kamil Labudda wraz z Krystianem Kuczkowskim wyreżyserowali film dokumentalny pod tytułem Budda. Dzieciak ’98, który w weekend otwarcia obejrzało w kinach 268 125 widzów.